# Хольдербанк (Золотурн)
Хольдербанк (нем. Holderbank SO) — коммуна в Швейцарии, в кантоне Золотурн. 
Входит в состав округа Таль. Население составляет 679 человек (на 31 декабря 2007 года). Официальный код — 2425.